# Hünninghauser Erbstolln
Der Hünninghauser Erbstolln, auch Hünninghauser Erbstollen, ist ein ehemaliger Erbstollen in Essen-Horst. Der Erbstollen war auch bekannt unter dem Namen Hüninghauser Erbstolln. Der Hünninghauser Erbstollen gehört zu den ersten Stollen, die bis unter die Mergeldecke vordrangen. Mit dem Stollen wurden insgesamt 14 Flöze durchörtert. Das Mundloch des Stollens befand sich an der Straße von Essen-Steele nach Horst. Heute befindet sich in dem Bereich oberhalb des ehemaligen Stollenmundlochs der Bahnhof Steele-Ost.

## Geschichte

### Die Anfänge
Der Stollen war bereits im Jahr 1725 in Betrieb. Im Jahr 1750 wurde damit begonnen, einen zweiten Stollen vorzutreiben. In diesem Jahr wurden rund 13 Fass Steinkohle pro Tag gefördert. Gewerke des Stollens war der Kaufmann und Glasfabrikant Hermann Albert Hünninghausen. Im Jahr 1772 machte Abraham Hünninghaus den Stollen beim Bergamt geltend. Nach den Angaben von Abraham Hünninghaus war der Stollen am 20. April des Jahres 1745 an seinen Vater Hermann Albrecht Hünninghausen verliehen worden. Das verliehene Grubenfeld hatte zum Zeitpunkt der Verleihung die Ausmaße von einer Fundgrube plus vier Maaßen. Abraham Hünninghaus wollte den Stollen wieder in Betrieb nehmen. Am 8. November desselben Jahres beantragten Abraham Hünninghaus und sein Bruder auch das Erbstollenrecht für den Stollen. Am 21. Dezember des Jahres 1773 wurde das Erbstollenrecht verliehen. In den Jahren 1777 und 1778 erfolgte die Kohlenlieferung über die Ruhr nach Kleve. In den Jahren 1781 und 1782 wurden 16.678 Ringel Steinkohle gefördert. Im Jahr 1783 erreichte der neue in östlicher Richtung vorgetriebene Stollen eine Länge von 55 Lachtern. Der Stollen war als Ersatz für den alten Stollen aufgefahren worden. Es waren zwei Flügelörter querschlägig aufgefahren worden, eins in südlicher und eins in nördlicher Richtung.

### Der weitere Betrieb
Im Jahr 1784 hatte das Bergwerk einen Förderschacht mit einer Teufe von 15½ Lachtern. Der Schacht war mit einem Handhaspel mit Vorgelege ausgerüstet. In diesem Jahr wurde der Erbstollen durch den Leiter des märkischen Bergamtsbezirkes, den Freiherrn vom Stein befahren. Vom Stein machte in seinem Protokoll Angaben über den Zustand des Stollens und die Leistung der dort beschäftigten Bergleute. Er war besonders erfreut über den technischen Vorschritt bezüglich des Haspels. Von diesem Haspel fertigte er in seinem Protokoll eine Zeichnung an. Zum Zeitpunkt der Befahrung hatte der Stollen eine Länge von 105 Lachtern. Es waren 57 Lachter des Stollens mit Ausbau versehen, der restliche Stollen war ohne Ausbau. Der Stollen war in der Nähe des Stollenmundloches verbrochen und wurde in dem Teilbereich zum Zeitpunkt der Befahrung aufgewältigt. Im Jahr 1796 wurde ein Querschlag nach Süden aufgefahren, der Abbau erfolgte an den Schächten 2 und 4. Im Jahr 1800 wurde nur am Schacht 1 und im Jahr 1805 wurde an den Schächten 1 und 2 abgebaut. Im Jahr 1810 wurde an den Schächten Aurora, Fortuna und Glückauf abgebaut. Im Jahr 1815 erfolgte die Förderung in sogenannten „englischen Wagen“, diese Förderwagen hatten ein Fassungsvermögen von fünf Ringeln. Im Jahr 1818 kam es zur Konsolidation zur Zeche Eintracht.

## Heutiger Zustand
Das Stollenmundloch des Hünninghauser Erbstolln ist beim Bau des Bahnhofs Steele Ost verschüttet worden.